# Tatarischer Hartriegel
Der Tatarische Hartriegel (Cornus alba), auch Weißer Hartriegel genannt, ist eine Pflanzenart aus der Gattung Hartriegel (Cornus) innerhalb der Familie der Hartriegelgewächse (Cornaceae).

## Beschreibung

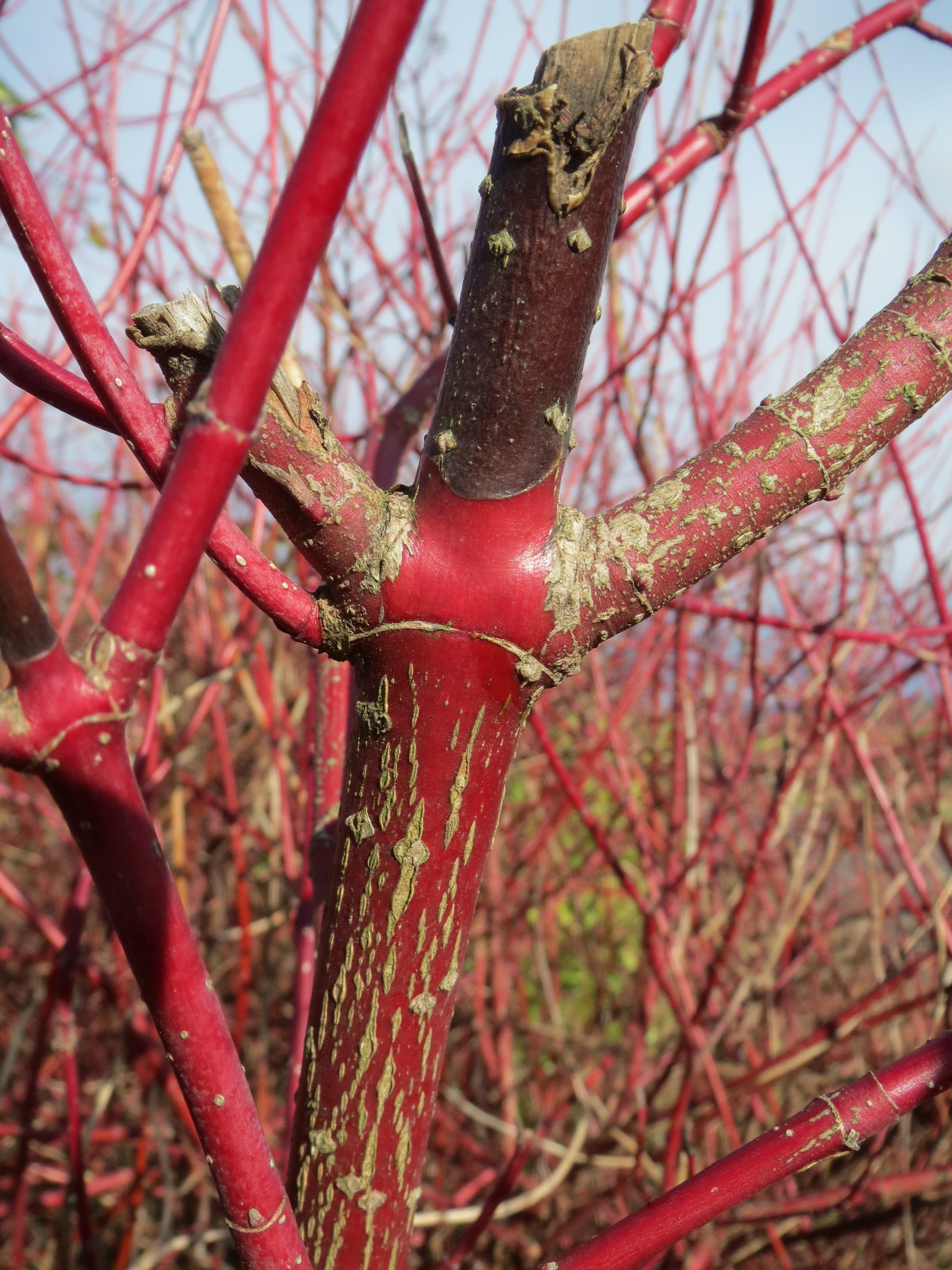
Rinde mit Lentizellen

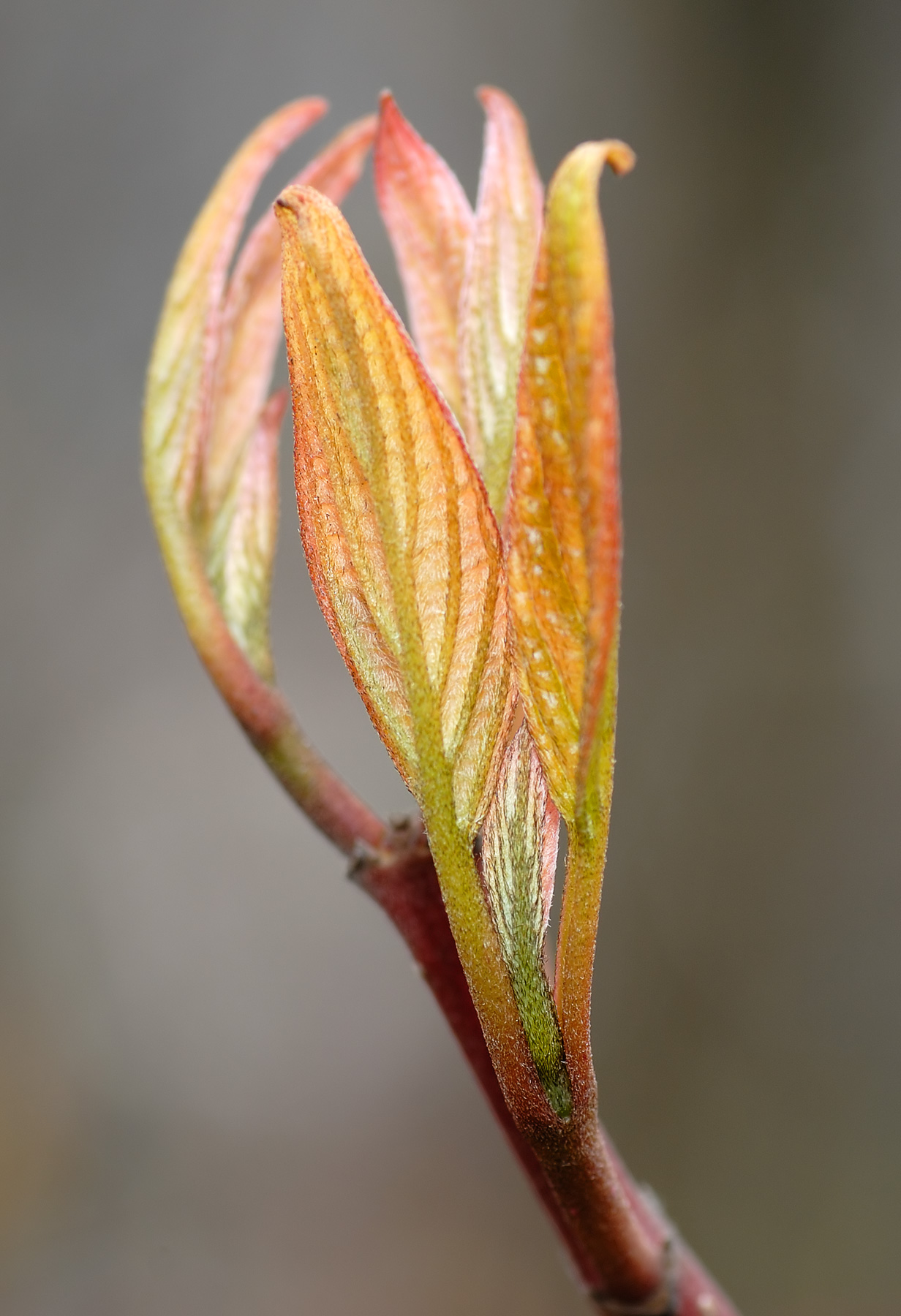
Laubblätter im Austrieb

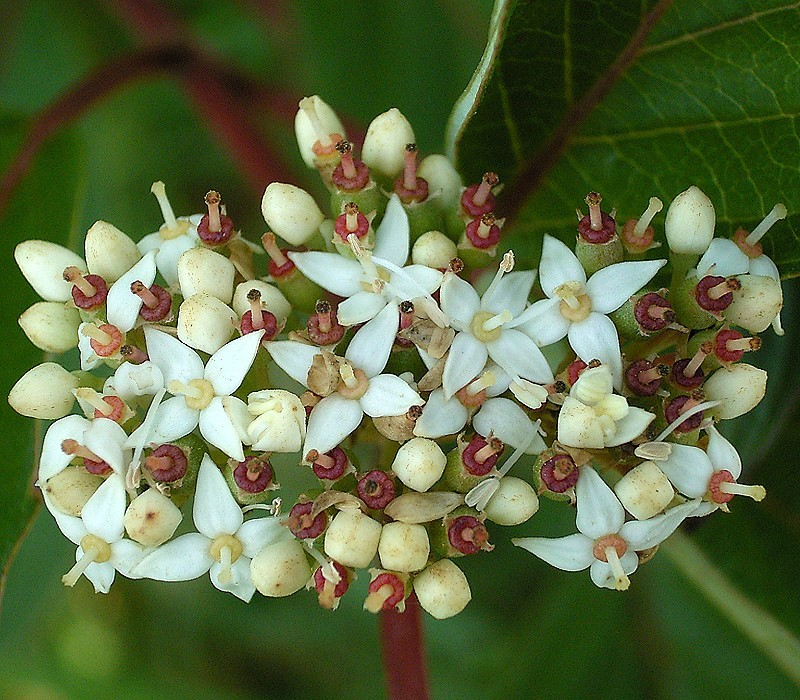
Blütenstand mit vierzähligen Blüten im Detail

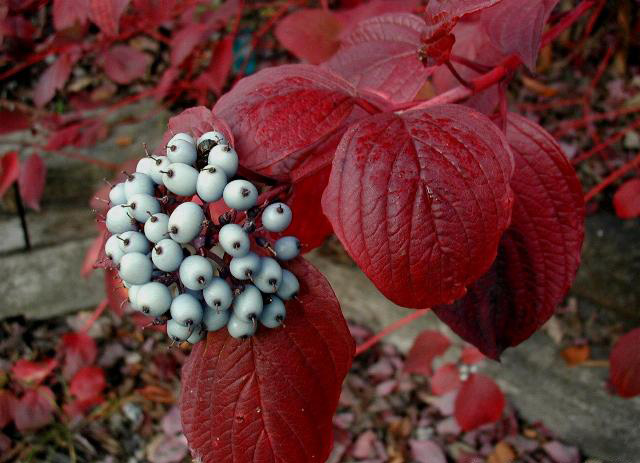
Zweig mit gegenständigen Laubblättern in Herbstfärbung und Früchte

### Vegetative Merkmale
Der Tatarische Hartriegel ist ein sommergrüner, mittelhoher Strauch, der Wuchshöhen von 1 bis 4 Metern erreicht. Anfangs wächst er breit aufrecht, im Alter sind die Zweige bis zum Boden überhängend bis bogig niederliegend. Die Rinde junger Zweige ist anfangs leicht weißlich behaart, bereift und purpur-rot. Sie färbt sich später rotbraun bis olivbraun, mit vereinzelten grauen Lentizellen. Das Mark ist weit und weiß.
Der Tatarische Hartriegel hat ein oberflächennahes, stark verzweigtes Wurzelsystem. Er bildet keine oder wenige wurzelnde Ausläufer.
Die gegenständig an den Zweigen angeordneten Laubblätter sind in Blattstiel und Blattspreite gegliedert. Die einfache Blattspreite ist bei einer Länge von 5 bis 9 Zentimetern sowie einer Breite von 2 bis 6 Zentimetern eiförmig bis elliptisch mit gerundeter Spreitenbasis und kurz zugespitztem oberen Ende. Vom Mittelnerv gehen meist fünf Paar Blattadern ab, auch die sekundären Blattadern sind sichtbar. Die Blattspreiten sind etwas weißlich behaart, manchmal mit längeren braunen Haaren in den Achseln der Blattadern. Die Herbstfärbung der Laubblätter ist gelb bis orangerot.

### Generative Merkmale
Die Blütezeit reicht von Mai bis Juli. Der endständige, dichte Blütenstand weist einen Durchmesser von 3 bis 5 Zentimetern auf. Die weißen bis gelblich-weißen Blüten sind vierzählig und haben einen Durchmesser von 6 bis 9 Millimetern. 
Die erbsengroße, rundliche, weiße bis hellblaue Frucht enthält einen elliptischen Steinkern. Die Samen sind länger als breit, an beiden Enden zugespitzt und an jeder Seite mit drei Rippen versehen.
Die Chromosomenzahl beträgt 2n = 22.

## Ähnliche Arten
Der Tatarische Hartriegel wird oft mit dem Seidigen Hartriegel (Cornus sericea), der auch Weißer Hartriegel genannt wird und dem er äußerlich sehr ähnlich sieht, gleichgesetzt. Über die Form und Größe der Steinkerne lassen sich die beiden Arten jedoch unterscheiden. Auch ihre Herkunft ist verschieden.

## Vorkommen
Das Verbreitungsgebiet des Tatarischen Hartriegels reicht vom europäischen Teil Russlands über Sibirien bis zur Mandschurei und nach Nordkorea.
Der Tatarische Hartriegel wächst gerne an sonnigen bis halbschattigen Standorten. Er verträgt auch Schatten, fällt dann aber im Habitus auseinander. Bevorzugt wächst er auf feuchten Böden, auf denen er eine starke Ausbreitungstendenz entfaltet. Cornus alba ist sehr frosthart.

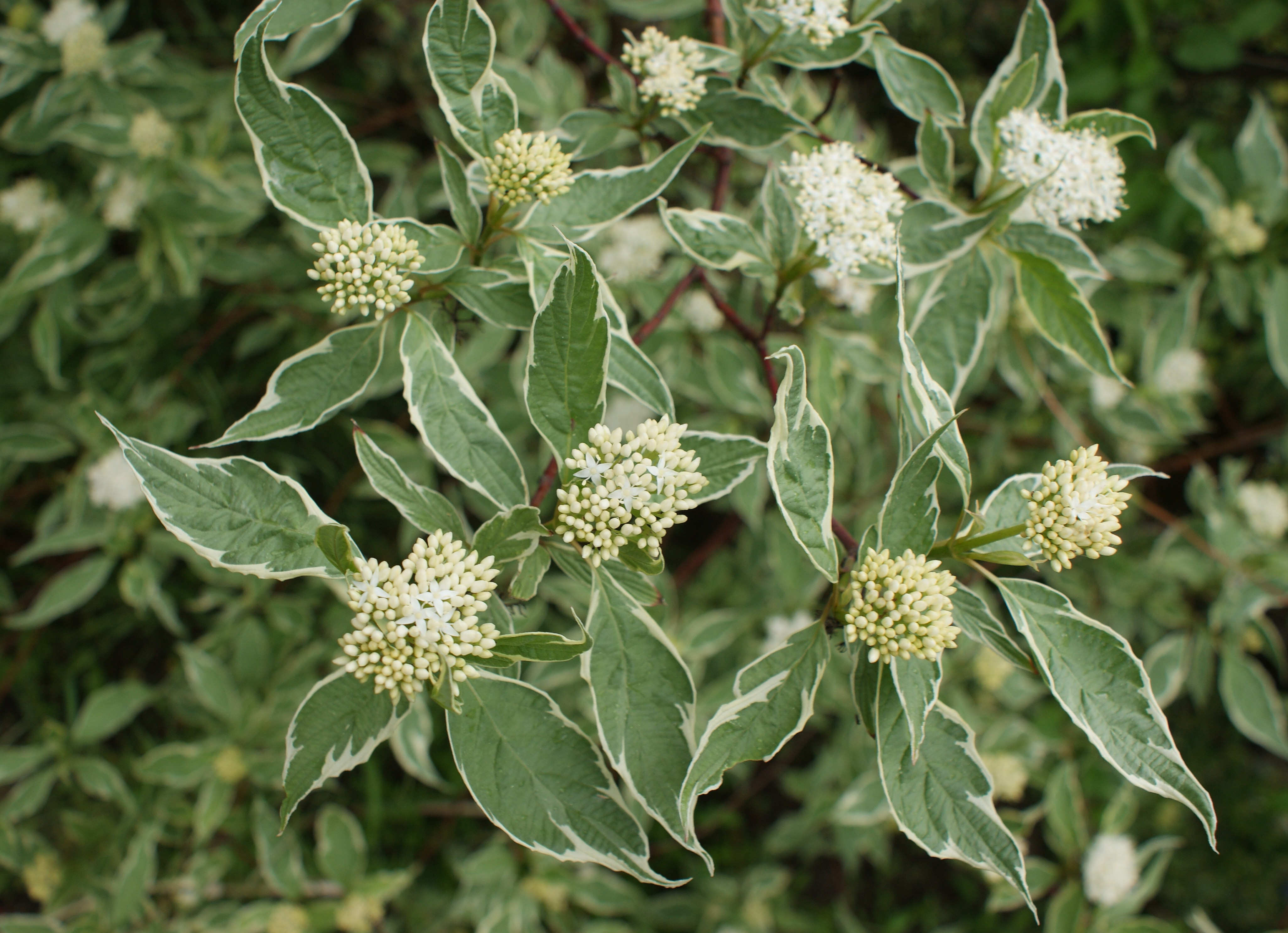
Die Sorte ‘Elegantissima’

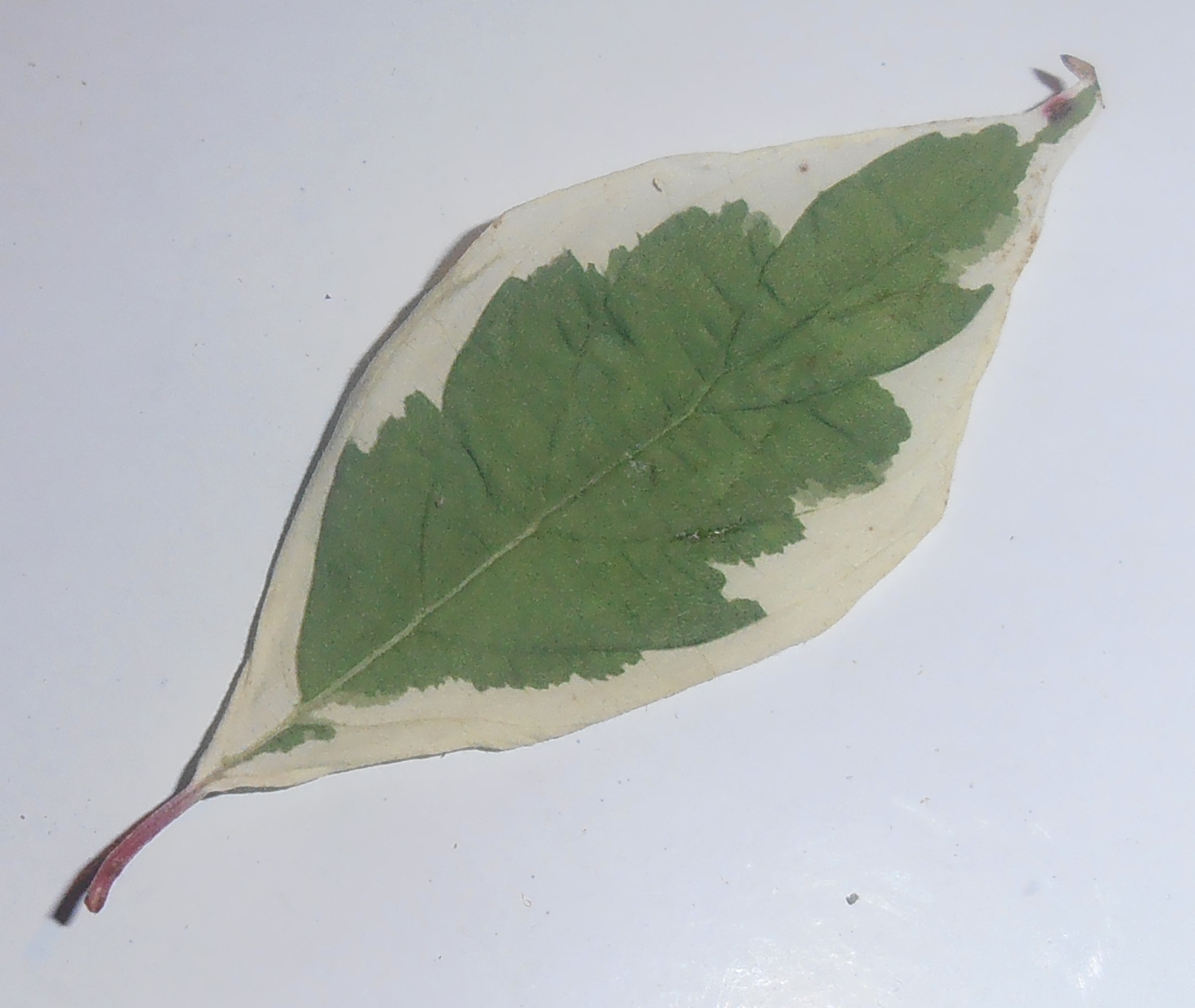
Panaschiertes Laubblatt der Sorte ‘Ivory Halo’

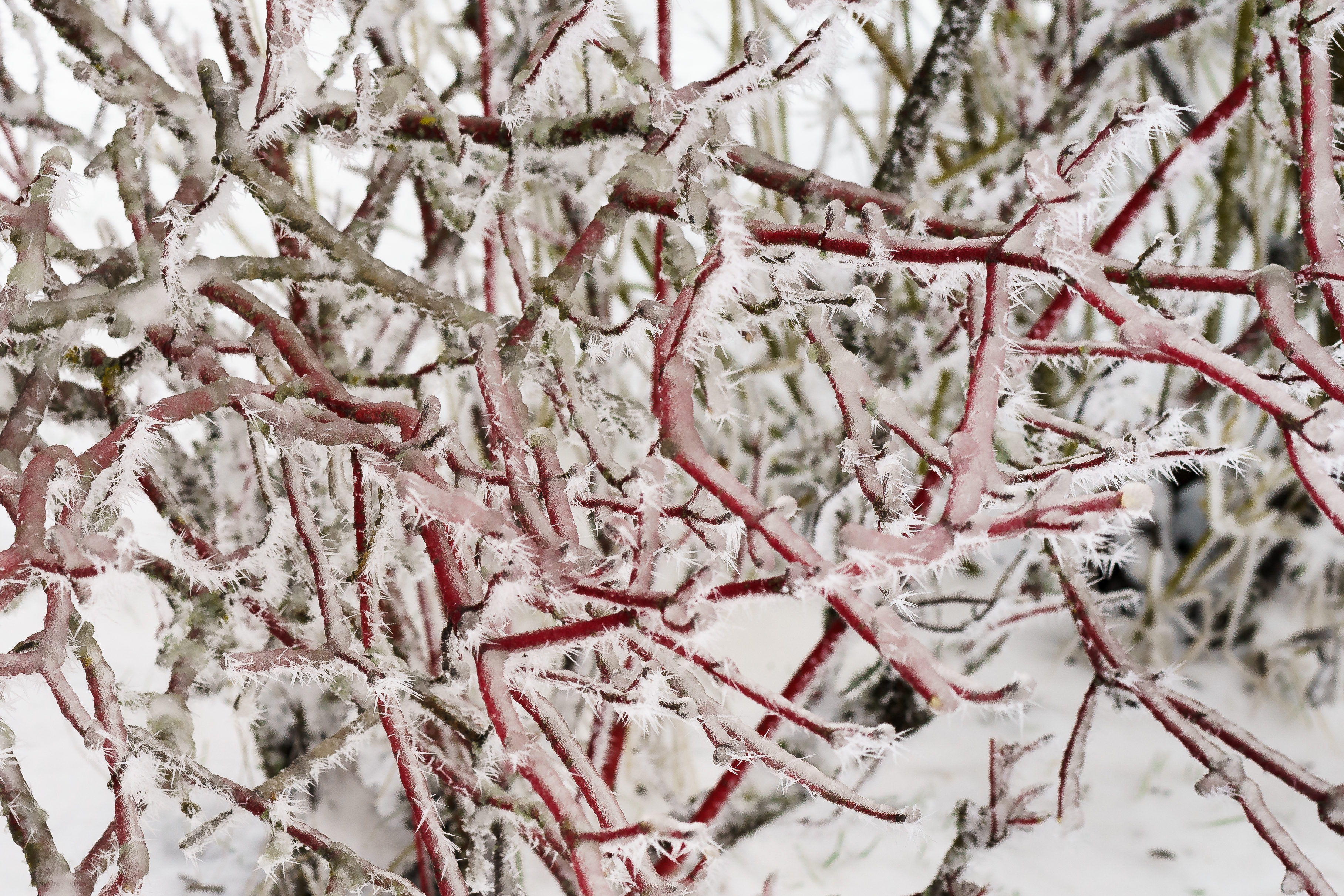
'Sibirica' nach Eisregen

## Systematik
Die Erstveröffentlichung von Cornus alba erfolgte 1767 durch Carl von Linné. Synonyme für Cornus alba L. sind Cornus tatarica Mill., Swida alba (L.) Opiz, Cornus alba var. sibirica Lodd. ex Loudon, Cornus sibirica Lodd. ex G.Don nom. nud., Thelycrania alba (L.) Pojark. Das Artepitheton alba bedeutet weiß, tatarica steht für "tatarisch". 
Die nächsten Verwandten von Cornus alba sind Cornus pumila sowie der Seidige Hartriegel (Cornus sericea). Diese Ähnlichkeit hat dazu geführt, dass es etliche Synonyme gibt, die eigentlich dem Cornus sericea zugehören.

## Verwendung
Der Tatarische Hartriegel wird sehr häufig als Zierstrauch verwendet. Zierend wirken vor allem die farbigen Zweige im Winter. Alle paar Jahre sollten die alten Zweige zwecks Neuaustrieb bis kurz über den Boden zurückgeschnitten werden, da die Zweige mit zunehmendem Alter braun werden. Es stehen einige Sorten zur Verfügung (Auswahl):
- ‘Aurea’: Blätter hellgrün bis gelb-grün gefärbt.
- ‘Gouchaultii’: Blattrand gelb, im Austrieb auch rosafarben oder weiß
- ‘Elegantissima’ (Syn.: ‘Argenteomarginata’): Die Laubblätter sind cremefarben gerandet.
- ‘Kesselringii’: Diese Sorte besitzt straff aufrechte Äste, die wenig verzweigt sind. Die Rinde ist schwarzbraun.
- ‘Sibirica’: Mittelhoch, in der Jugend straff aufrecht wachsend, später breiterer und lockerer Aufbau, etwa 3 Meter hoch und breit. Fällt vor allem im Winter durch die leuchtend rote Färbung der Rinde auf.
- ‘Sibirica Variegata’: Mit unregelmäßigem weißen Blattrand.

Die Samen enthalten bis zu 30 % Öl.